# Psacalium palmeri
Psacalium palmeri là một loài thực vật có hoa trong họ Cúc. Loài này được (Greene) H.Rob. & Brettell miêu tả khoa học đầu tiên năm 1973.